# أخيم فاجنر
أخيم فاجنر Achim Wagner (ولد في كوبورج في 17 يوليو 1967) هو أديب ألماني.

## حياته
درس فاجنر في فورتسبورج, وعمل بين عامي 1992 و1996 مراجعا علميا مستقلا ومصححا، وتعاون مع العديد من المصورين والرسامين والملحنين. وفي عام 1996 انتقل للإقامة في كولونيا. عمل مشرفا فنيا في العديد من المسارح، وكان ينظم العديد من الملتقيات الأدبية ولقاءات القراءة، كما عمل في مجلات عدة مثل زوروجات ومجلة الفن والأدب السرياليين، كما كان عضوا في العديد من الجماعات الأدبية.
كتب أخيم فاجنر العديد من القصائد والقصص والروايات كما كتب الحوار لبعض الأوبرات.